# Биоинженерия (центр РАН)
Центр «Биоинженерия» РАН — создан в 1991 году на базе Инженерного центра «Биоинженерия» при МНТК «Биотехнология». Создателем и руководителем центра был Константин Георгиевич Скрябин — выдающийся учёный — биотехнолог, специалист в области структурной и функциональной геномики, генетической инженерии.  В 2015 году в результате реорганизации центр вошёл в состав ФИЦ «Фундаментальные основы биотехнологии» РАН.

## Направления исследований
В центре проводятся исследования и прикладные разработки в области биоинженерии, нанобиотехнологии, геномики, генетической и клеточной инженерии, белковой инженерии, биоинформатики и системной биологии, биоэтики.
Направления исследований:
- структурная и функциональная геномика;
- генетическая инженерия растений и обеспечение биобезопасности;
- гетерологичная экспрессии генов;
- генетическая инженерия клеток млекопитающих;
- получение белков для медицины и ветеринарии методами генетической и белковой инженерии;
- биотехнологии физиологически активных веществ;
- информационно-компьютерных технологии для молекулярной биологии и биоинформатики.

Центр имеет 31 патент РФ на изобретение и 12 патентов на селекционные достижения. За научные и прикладные разработки центр неоднократно получал премии ВВЦ.
Две линии ГМО-картофеля, разработанные в центре, разрешены к использованию.

## Структура
По состоянию на 2015 год в центре работали 82 человека, в том числе 58 научных сотрудников, включая 3 действительных членов РАН, 1 академика РАМН, 1 член-корреспондента РАН, 8 докторов и 44 кандидата наук.
В 2015 году в результате реорганизации центр был включён в состав Федерального исследовательского центра «Фундаментальные основы биотехнологии» Российской академии наук.